# EPIC 204278916
Désignations
EPIC 204278916 est une étoile de la pré-séquence principale âgée d'environ cinq millions d'années et de type spectral M1. Elle fait partie du sous-groupe du Haut-Scorpion dans l'association Scorpion-Centaure et se trouve dans la constellation du Scorpion. L'étoile fait pratiquement la même taille que le Soleil (son rayon est 97 % de celui du Soleil), mais a une masse deux fois plus faible (0,50 masse solaire) et une luminosité environ 6-7 fois moindre (15 % de la luminosité solaire),.
Cet objet stellaire a d'abord été caractérisé par le deuxième USNO CCD Astrograph Catalog (UCAC2) et le Two Micron All Sky Survey (2MASS) puis a été étudié lors de la campagne 2 de la mission K2 du télescope spatial Kepler qui s'est déroulée du 23 août au 13 novembre 2014.

## Luminosité

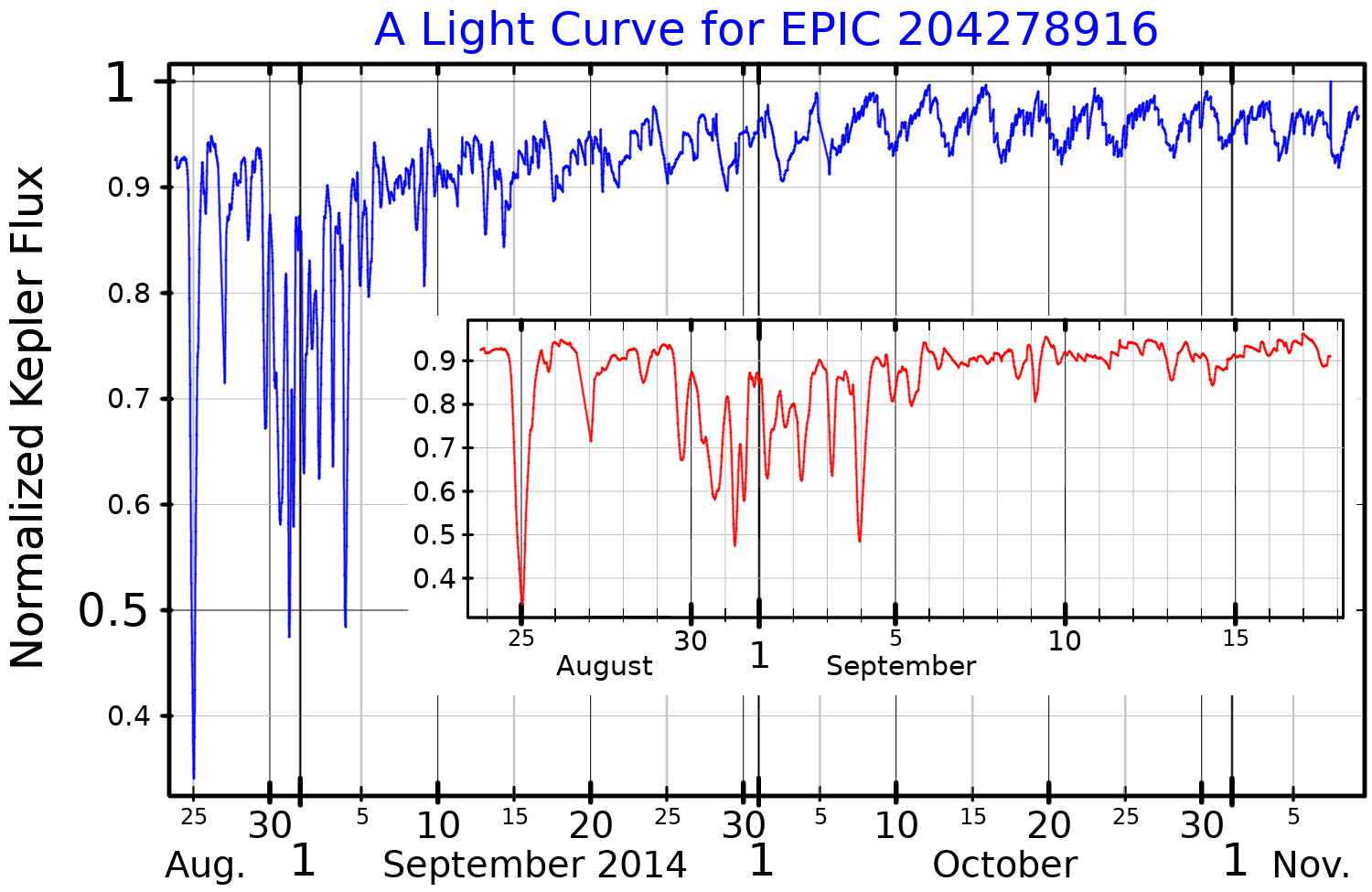
Courbe lumineuse d'EPIC 204278916

En août 2016, une équipe d'astronomes, dirigée par Simone Scaringi de l'Institut Max-Planck de physique extraterrestre en Allemagne, a indiqué que cette étoile naine rouge a un disque circumstellaire. De plus, l'équipe de recherche a observé des baisses inhabituelles de luminosité atteignant 65% pendant 25 jours consécutifs (sur un total de 79 jours d'observation). La variabilité de la luminosité était très périodique et fut attribuée à la rotation de l'étoile. Les chercheurs ont émis l'hypothèse que les baisses irrégulières étaient causées par le fait que le bord interne du disque serait tordu ou par le transit d'objets cométaires sur des orbites circulaires ou excentriques.